# ATK
ATK (antes conhecido como Atlético de Kolkata) foi um clube de futebol da Índia, sediado na cidade de Calcutá. O clube competiu na Indian Super League, a primeira divisão do futebol indiano e foi campeão da liga durante as temporadas inaugurais de 2014, 2016 e 2019-20, respectivamente.
O clube era de propriedade da Kolkata Games and Sports Pvt. Ltd. que consistia no ex-capitão de críquete indiano Sourav Ganguly, ao lado dos empresários Harshavardhan Neotia, Sanjiv Goenka e Utsav Parekh. Inicialmente, nas três primeiras temporadas, o clube espanhol Atlético Madrid também foi co-proprietário. Mais tarde, Goenka comprou as ações de propriedade do Atlético Madrid. Após o término de sua parceria com o gigante espanhol, o Atlético de Kolkata foi rebatizado para ATK em julho de 2017. O nome e as cores da equipe são derivados de seu ex-parceiro espanhol.
Sob o comando do técnico Antonio López Habas, o Atlético recebeu e venceu a primeira partida da Superliga Indiana. Eles venceram a temporada inaugural, derrotando o Kerala Blasters por 0–1 na final. Dois anos depois, sob o comando de José Francisco Molina, o time venceu nos pênaltis o mesmo adversário na final. Atualmente, o ATK detém o maior número de troféus da ISL com 3, derrotando o Chennaiyin FC na final de 2020.
Em 16 de janeiro de 2020, foi anunciado que o Grupo RPSG, juntamente com o ex-jogador de críquete Sourav Ganguly e os empresários Utsav Parekh, compraram uma participação de 80% no Mohun Bagan Football Club (Índia) Unip. Ltda. a entidade legal proprietária do clube I-League, Mohun Bagan AC. Como resultado, também foi anunciado que o ATK se fundiria com o Mohun Bagan para formar o ATK Mohun Bagan FC Pvt. Ltda. em 1º de junho de 2020.

## História

### Fundação
Em março de 2014, foi anunciado que a Federação de Futebol da Índia, e a IMG-Reliance aceitariam propostas para a propriedade de oito das nove áreas selecionadas para a próxima Superliga Indiana - uma liga de franquia de oito equipes criada nos moldes do torneio de críquete da Indian Premier League. Em 13 de abril de 2014, foi anunciado que Sourav Ganguly, Harshavardhan Neotia, Sanjiv Goenka, Utsav Parekh e o Atlético de Madrid, da La Liga espanhola, haviam vencido a oferta pela franquia de Kolkata. Acabou sendo a franquia mais cara, sendo comprada por 180 milhões (cerca de 3 milhões de dólares). Em 7 de maio de 2014, a equipe foi lançada oficialmente como Atlético de Kolkata.

### Primeira temporada
O clube adquiriu seu primeiro jogador em 4 de julho de 2014 com a aquisição do ex-meio-campista do Real Madrid Borja Fernández. A equipe então contratou mais dois espanhóis: seu primeiro treinador, Antonio López Habas, e o ex-campeão da UEFA Champions League Luis García, em 8 de julho de 2014. Luis García foi nomeado o primeiro jogador de destaque da temporada.
A primeira contratação indiana do clube ocorreu na primeira rodada do Draft Nacional Inaugural da ISL de 2014, no qual o Atlético de Kolkata selecionou Cavin Lobo, meio-campista da equipe da I-League da cidade, East Bengal FC, com sua escolha. Eles foram os que mais gastaram no draft com cerca de 39,1 milhões, sendo sua maior contratação Sanju Pradhan por 7 milhões. No Draft Internacional, quatro das sete escolhas do Atlético de Kolkata eram espanhóis, incluindo o zagueiro Josemi, vencedor da UEFA Champions League com o Liverpool em 2005. Em 6 de setembro, a equipe reforçou seu meio-campo com a aquisição de Mamunul Islam, capitão da seleção de Bangladesh, que afirmou que a mudança ajudaria nas relações entre Bengala Oriental (Bangladesh) e Bengala Ocidental.
O clube jogou sua primeira partida em 12 de outubro de 2014, em casa, contra o Mumbai City FC na abertura da Superliga Indiana. Fikru Teferra marcou o primeiro gol na história da equipe e da liga aos 27 minutos, quando o Atlético de Kolkata venceu por 3-0.
Ao terminar em terceiro lugar na liga, o clube se classificou para os play-offs de final de temporada, onde avançou através de uma disputa de pênaltis contra o FC Goa nas semifinais após um empate sem gols. Na final contra o Kerala Blasters no DY Patil Stadium em Mumbai, o Atlético venceu por 1-0 com um gol de Mohammed Rafique nos acréscimos. No final dos prêmios da temporada, García foi nomeado o Jogador Mais Emocionante.

## Títulos
- Superliga Indiana: 2014, 2016,2019-20